# 廖述云
廖述云（1915年—1994年9月16日），湖北省石首市人，中国人民解放军将领、中国人民解放军开国少将。
1934年加入中国共产党，曾任工程兵副参谋长。1955年，授予中国人民解放军少将。
1988年荣获一级红星功勋荣誉章，曾任第六届全国政协委员，1994年9月16日在北京逝世。